# Kjell T. Evers
Kjell Tycho Evers (* 14. Dezember 1913 in Oslo; † 8. Februar 1997) war ein norwegischer Kommunalfunktionär und Präsident der Konferenz der Gemeinden des Europarates.
Evers war Sohn eines Reeders. Er schloss 1938 sein Studium der Rechtswissenschaften ab und wurde 1939 als Anwalt zugelassen. 1940 trat er in den Dienst des norwegischen Städtebundes (Norges Byforbund) ein. 1945 wurde er geschäftsführender Direktor des zweiten kommunalen Spitzenverbands Norges Herredsforbund (Gemeindebund). Seit der Fusion 1972 war er geschäftsführender Direktor des gemeinsamen Spitzenverbandes Norske Kommuners Sentralforbund („Norwegischer Gemeindezentralverband“). Zudem war Evers von 1949 bis 1972 Vorstandsvorsitzender und dann bis 1979 Vorstandsmitglied der Kommunal Landspensjonskasse, die den Kommunen als Pensions- und Versicherungsanstalt dient.
Als Spitzenvertreter der norwegischen Kommunen war Evers auf internationaler Ebene aktiv und unter anderem Vorsitzender des europäischen Komitees der International Union of Local Authorities sowie Mitglied der norwegischen Delegation in der Konferenz der Gemeinden des Europarates. Dort war er von 1970 bis 1972 Präsident der Konferenz, von 1972 bis 1974 erster Vizepräsident und von 1974 bis 1976 weiterer Vizepräsident.
Evers war Kommandeur des Sankt-Olav-Ordens, Kommandeur des Ordens des Löwen von Finnland und Ritter des Dannebrogordens.